# I fabbricasvizzeri
I fabbricasvizzeri (Die Schweizermacher) è un film del 1978 diretto da Rolf Lyssy.
Si tratta di un film satirico sull'integrazione forzata in Svizzera negli anni settanta. È uno dei film di maggior successo in Svizzera: con 940.145 biglietti venduti in un Paese come la Svizzera che ne contava 6,5 milioni. Fu la pellicola più vista in Svizzera fino a Titanic nel 1997.

## Trama
Il film segue le vicissitudini di due agenti della polizia cantonale, incaricati di fare delle indagini su persone che, a vario titolo e per varie ragioni, hanno richiesto la naturalizzazione svizzera.

## Distribuzione

### Date di uscita
Il film venne distribuito nel corso degli anni ottanta nei seguenti paesi:
- 13 settembre 1979 in Canada (Toronto Film Festival)
- 12 ottobre 1979 in Germania Ovest
- 7 maggio 1980 in Francia
- 10 ottobre 1980 nella Repubblica Democratica Tedesca
- 8 gennaio 1982 in Australia
- 8 luglio 1982 in Ungheria